# Spiophanes chilensis
Spiophanes chilensis är en ringmaskart som beskrevs av Hartmann-Schröder 1965. Spiophanes chilensis ingår i släktet Spiophanes och familjen Spionidae. Inga underarter finns listade i Catalogue of Life.